# Ганзал, Мартин
Ма́ртин Га́нзал (чеш. Martin Hanzal; 20 февраля 1987, Ческе-Будеёвице, Чехословакия) — чешский профессиональный хоккеист, нападающий. Играл за сборную Чехии по хоккею с шайбой.

## Биография

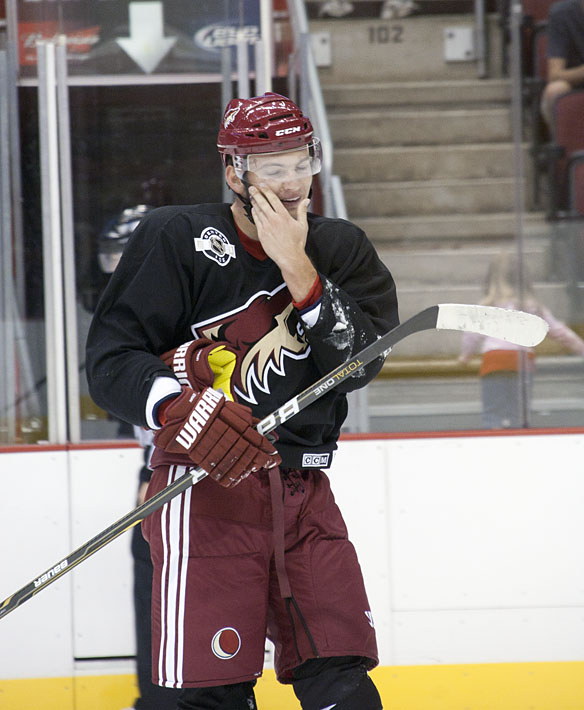
Мартин Ганзал в составе «Койотис»

Первым профессиональным клубом Мартина Ганзала был клуб «Ческе-Будеёвице», за который игрок в сезоне 2005/06 дебютировал в высшей лиге Чехии. На драфте НХЛ 2005 года игрок был выбран клубом «Финикс Койотис». В 2006 году уехал в Америку, выступал за клубы «Омаха Лансерз» и «Ред-Дир Ребелз». Первым сезоном в национальной лиге стал 2007/08. 4 декабря 2008 года на 20 минуте матча против «Торонто» оформил первый хет-трик в карьере, который стал самым быстрым в истории «Койотис». В 2015 году получил травму спины и пропустил часть сезона. 27 февраля 2017 года был обменян в «Миннесоту Уайлд», где провёл концовку сезона 2016/2017. 1 июля 2017 года подписал 3-летний контракт с «Даллас Старз». Из-за хронической травмы спины, Мартин Ганзал вынужден был полностью пропустить сезон 2019/2020. После окончания срока контракта с «Далласом», Ганзал завершил активную игровую карьеру. В сезоне 2020/21 он провёл один матч за любительскую чешскую команду «Самсон» из Ческе-Будеёвице.
В составе сборной Чехии, Ганзал принимал участие в Олимпийских играх 2014 года в Сочи, Кубке мира 2016 и чемпионатах мира 2008 и 2013.

## Статистика
- НХЛ — 701 игра, 350 очков (131+219)
- Западная хоккейная лига (WHL) — 66 игр, 94 очка (28+66)
- Чешская экстралига — 37 игр, 20 очков (8+12)
- Сборная Чехии — 26 игр, 12 очков (3+9)
- Чешская первая лига — 26 игр, 5 очков (3+2)
- Хоккейная лига США (USHL) — 24 игры, 20 очков (5+15)
- Всего за карьеру — 880 игр, 501 очко (178 шайб + 323 передачи)